# 세르게이 미하일로프 (권투 선수)
세르게이 예고로비치 미하일로프(우즈베크어: Sergey Yegorovich Mixaylov, 러시아어: Серге́й Его́рович Миха́йлов, 1976년 3월 5일~)는 우즈베키스탄의 전직 권투 선수이다. 2000년 하계 올림픽에서 라이트헤비급 동메달을 획득했으며 아시안 게임에서 금메달 2개, 아시아 선수권 대회에서 금메달 1개, 동메달 1개를 획득했다.